# Benedict Friedlaender

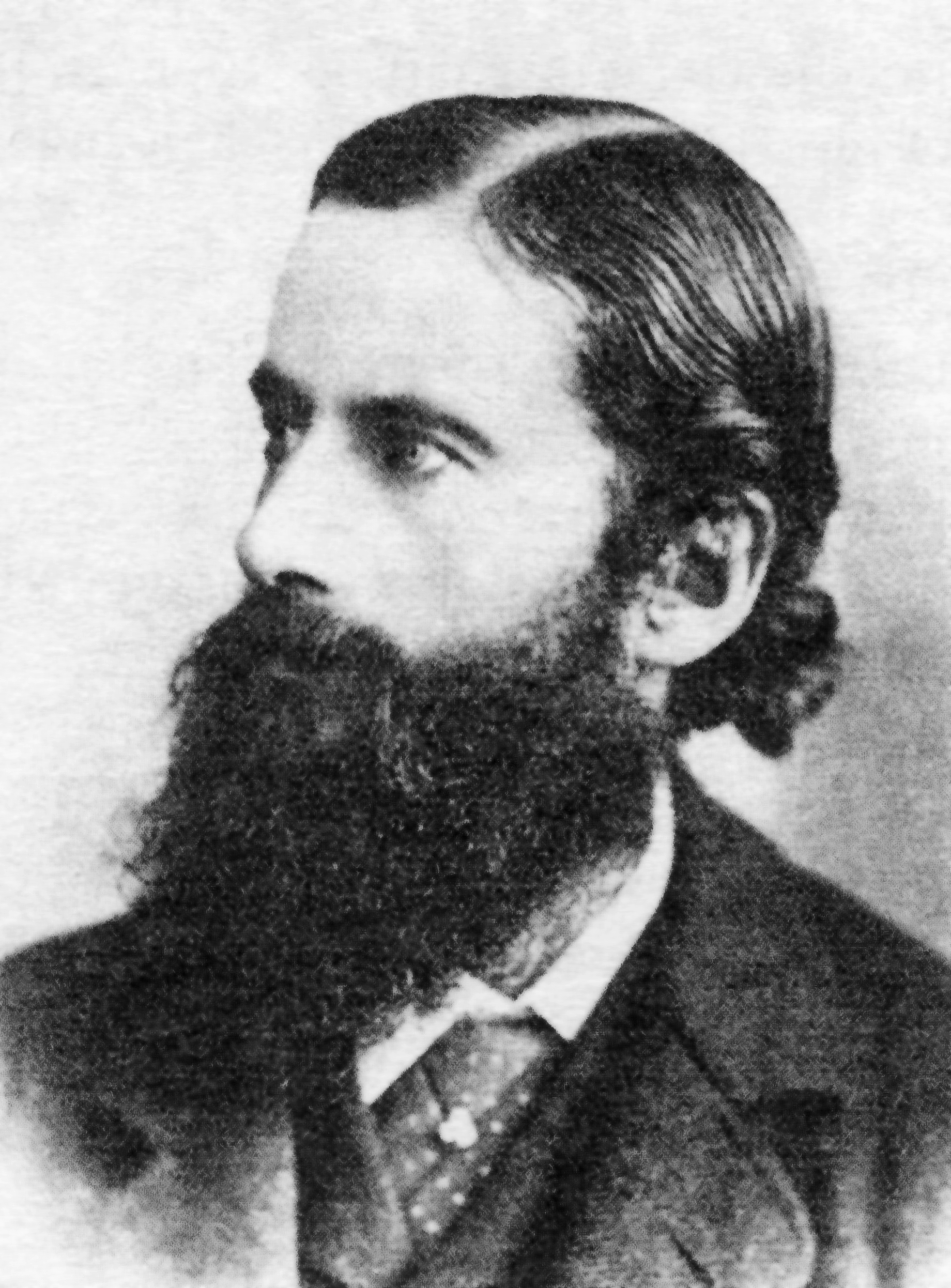
Friedlaender um 1900

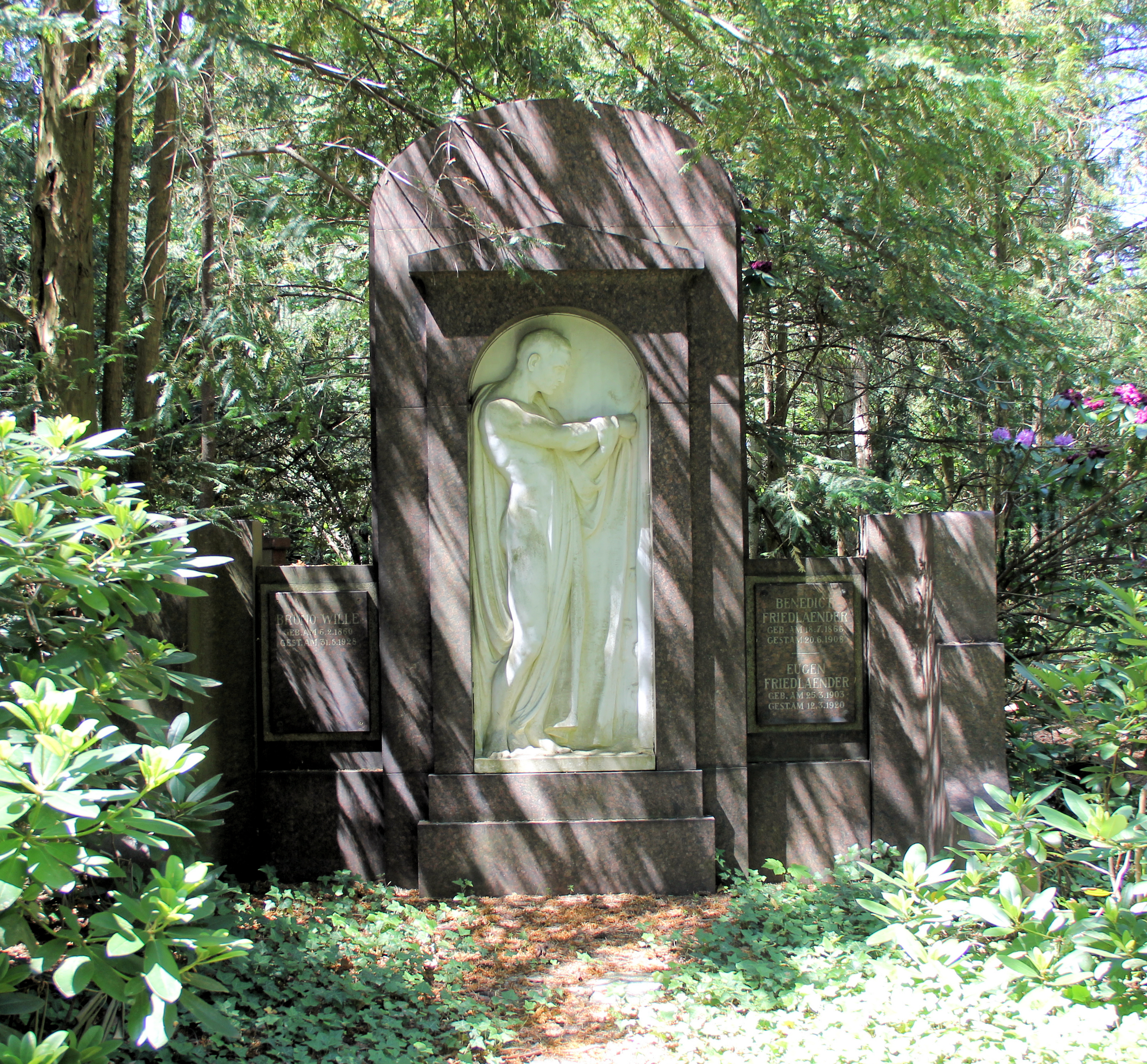
Grabstätte, Thuner Platz 2–4, in Berlin-Lichterfelde

Karl Nathan Adolf Benedikt Friedlaender (* 18. Juli 1866 in Berlin; † 21. Juni 1908 in Schöneberg) war ein deutscher Zoologe und Sexualwissenschaftler.

## Leben
Friedlaender war der Sohn von Carl Friedlaender (1817–1876), Professor der Nationalökonomie in Berlin und von dessen Ehefrau Anna Marie Therese geb. Nuglisch. Sein Großvater war der Berliner Arzt und Privatdozent Nathan Friedlaender (1776–1830). Zu seinen Geschwistern gehörte der Vulkanologe Immanuel Friedlaender (1871–1948).
Er studierte Mathematik, Physik, Botanik und Physiologie und promovierte 1888 mit einem zoologischen Thema. Als finanzkräftiger Mäzen unterstützte er die anarchistische Zeitschrift Kampf und veröffentlichte in Der Sozialist, auch zeichnete er erhebliche Fondsanteile an Magnus Hirschfelds Wissenschaftlich-humanitären Komitees (WhK), dessen Zweck es war, die Strafbarkeit von Homosexualität abzuschaffen. Friedlaender war Mitglied, brach aber 1906 mit dem WhK und gründete die Sezession des Wissenschaftlich-humanitären Komitees (später: Bund für männliche Kultur). Diese Abspaltung überlebte den Tod Friedlaenders nur kurz.
Wesentlichen Einfluss hatte Friedlaenders Buch Die Renaissance des Eros Uranios auf die Männerbund-Thesen von Hans Blüher, mit dem er persönlich bekannt war.
Friedlaender beging am 20. Juni 1908 in der Privatklinik von Frau Stockmann in der Martin-Luther-Straße 88 (jetzt: Hausnummer 45) Suizid und wurde im Waldteil des Parkfriedhofs Lichterfelde in Berlin am Heideweg 35 beigesetzt. Seine Grabrede hielt Bruno Wille, der 1920 seine Witwe Emilie Marie Pauline geb. Huber, heiratete und 1928 an der Seite seines Freundes beigesetzt wurde. Das Jugendstilgrabmal ist ein Entwurf von Ernst Müller-Braunschweig.
Das Buch mit seinem Bruder Immanuel Absolute oder relative Bewegung schließt an das Machsche Prinzip an und spielt eine Rolle in der Vorgeschichte des Lense-Thirring-Effekts.
Zuletzt lebte er an der Potsdamer Straße 121a (jetzt: Bissingstraße 7) in der Schöneberger Vorstadt.
Friedlaender war jüdischer Herkunft, zum Zeitpunkt seines Ablebens jedoch konfessionslos.

## Schriften
- Beiträge zur Kenntniss des Centralnervensystems von Lumbricus. Dissertation, 1888.
- Der freiheitliche Sozialismus im Gegensatz zum Staatsknechtsthum der Marxisten. Mit besonderer Berücksichtigung der Werke und Schicksale Eugen Dühring's. Freie Verlagsanstalt, Berlin 1892.
- Zusammen mit Immanuel Friedlaender: Absolute oder relative Bewegung? Leonhard Simion, Berlin 1896.
- Der Vulkan Kilauea auf Hawaii. H. Paetel, Berlin 1896.
- Samoa. George Westermann, Braunschweig 1899.
- Die vier Hauptrichtungen der modernen socialen Bewegung: Marxistische Socialdemokratie, Anarchismus, Eugen Dührings socialitäres System und Henry Georges Neophysiokratie, kritisch und vergleichend dargestellt. Calvary, Berlin 1901.
- Marxismus und Anarchismus. Calvary, Berlin 1901.
- Die Renaissance des Eros Uranios. Die physiologische Freundschaft, ein normaler Grundtrieb des Menschen und eine Frage der männlichen Gesellungsfreiheit. In naturwissenschaftlicher, naturrechtlicher, culturgeschichtlicher und sittenkritischer Beleuchtung. Verlag Renaissance (Otto Lehmann), Berlin-Schmargendorf 1904.
- Entwurf zu einer reizphysiologischen Analyse der erotischen Anziehung unter Zugrundlegung vorwiegend homosexuellen Materials. Spohr, Leipzig 1905.
- Männliche und weibliche Kultur. Eine kausalhistorische Betrachtung. Deutscher Kampf Verlag, Leipzig 1906.
- Über die Weiber von Arthur Schopenhauer. Neu herausgegeben und mit Vorrede versehen von Benedict Friedlaender. Berlin 1908.[6]
- Die Liebe Platons im Lichte der modernen Biologie. Gesammelte kleinere Schriften. Mit einer Vorrede und dem Bilde des Verfassers. Bernhard Zack, Berlin 1909.